# جوزيف فيور
جوزيف فيور (بالإنجليزية: Joseph Fiore)‏ هو رسام أمريكي، ولد في 1925، وتوفي في 2008.